# Trâu Đức Hải
Trâu Đức Hải (sinh ngày 27 tháng 2 năm 1993 tại Đại Liên) là một cầu thủ bóng đá người Trung Quốc thi đấu cho Bắc Kinh Quốc An tại Giải bóng đá Ngoại hạng Trung Quốc.

## Sự nghiệp câu lạc bộ
Năm 2011, Trâu Đức Hải bắt đầu sự nghiệp bóng đá chuyên nghiệp khi anh được cho đội hình của Ôn Châu Bảo Long mượn cho chiến dịch Giải hạng Ba Trung Quốc 2011. Năm 2012, anh được huấn luyện viên Okada Takeshi đôn lên đội một của Hàng Châu Lục Thành. Ngày 28 tháng 5 năm 2016, anh có màn ra mắt Giải bóng đá Ngoại hạng Trung Quốc trong trận gặp Giang Tô Tô Ninh.
Ngày 31 tháng 1 năm 2019, Trâu Đức Hải chuyển đến thi đấu cho đội bóng Giải bóng đá Ngoại hạng Trung Quốc Bắc Kinh Trung Hách Quốc An.

## Thống kê sự nghiệp
Thống kê chính xác tính đến trận đấu diễn ra ngày 3 tháng 11 năm 2018.
| Thành tích câu lạc bộ | Thành tích câu lạc bộ | Thành tích câu lạc bộ              | Giải đấu | Giải đấu  | Cúp     | Cúp       | Cúp Liên đoàn | Cúp Liên đoàn | Châu lục | Châu lục  | Tổng cộng | Tổng cộng |
| Mùa giải              | Câu lạc bộ            | Giải đấu                           | Số trận  | Bàn thắng | Số trận | Bàn thắng | Số trận       | Bàn thắng     | Số trận  | Bàn thắng | Số trận   | Bàn thắng |
| Trung Quốc            | Trung Quốc            | Trung Quốc                         | Giải đấu | Giải đấu  | Cúp FA  | Cúp FA    | Cúp CSL       | Cúp CSL       | Châu Á   | Châu Á    | Tổng cộng | Tổng cộng |
| --------------------- | --------------------- | ---------------------------------- | -------- | --------- | ------- | --------- | ------------- | ------------- | -------- | --------- | --------- | --------- |
| 2011                  | Ôn Châu Bảo Long      | Giải hạng Ba Trung Quốc            | 15       | 0         | -       | -         | -             | -             | -        | -         | 15        | 0         |
| 2012                  | Hàng Châu Lục Thành   | Giải bóng đá Ngoại hạng Trung Quốc | 0        | 0         | 0       | 0         | -             | -             | -        | -         | 0         | 0         |
| 2013                  | Hàng Châu Lục Thành   | Giải bóng đá Ngoại hạng Trung Quốc | 0        | 0         | 2       | 0         | -             | -             | -        | -         | 2         | 0         |
| 2014                  | Hàng Châu Lục Thành   | Giải bóng đá Ngoại hạng Trung Quốc | 0        | 0         | 0       | 0         | -             | -             | -        | -         | 0         | 0         |
| 2015                  | Hàng Châu Lục Thành   | Giải bóng đá Ngoại hạng Trung Quốc | 0        | 0         | 0       | 0         | -             | -             | -        | -         | 0         | 0         |
| 2016                  | Hàng Châu Lục Thành   | Giải bóng đá Ngoại hạng Trung Quốc | 20       | 0         | 2       | 0         | -             | -             | -        | -         | 22        | 0         |
| 2017                  | Hàng Châu Lục Thành   | Giải hạng Nhất Trung Quốc          | 26       | 0         | 2       | 0         | -             | -             | -        | -         | 28        | 0         |
| 2018                  | Hàng Châu Lục Thành   | Giải hạng Nhất Trung Quốc          | 27       | 0         | 0       | 0         | -             | -             | -        | -         | 27        | 0         |
| Tổng cộng             | Trung Quốc            | Trung Quốc                         | 88       | 0         | 6       | 0         | 0             | 0             | 0        | 0         | 94        | 0         |